# Cricotopus curtus
Cricotopus curtus är en insektsart som beskrevs av Hirvenoja 1973. Cricotopus curtus ingår i släktet Cricotopus, och familjen fjädermyggor. Arten har ej påträffats i Sverige. Inga underarter finns listade i Catalogue of Life.